# Testudinella panonica
Testudinella panonica är en hjuldjursart som beskrevs av Zivkovic 1987. Testudinella panonica ingår i släktet Testudinella och familjen Testudinellidae. Inga underarter finns listade i Catalogue of Life.